# Dynaspidiotus tsugae
Dynaspidiotus tsugae är en insektsart som först beskrevs av Marlatt 1911.  Dynaspidiotus tsugae ingår i släktet Dynaspidiotus och familjen pansarsköldlöss. Inga underarter finns listade i Catalogue of Life.